# مریم چابی تلاتا
مریم چابی تلاتا (انگلیسی: Mariam Chabi Talata؛ زادهٔ ۷ ژوئیهٔ ۱۹۶۳) سیاستمدار بنینی است که پس از انتخاب شدن پاتریس تالون در انتخابات ریاست جمهوری بنین در سال ۲۰۲۱ به عنوان معاون رئیس‌جمهوری این کشور انتخاب گردید. او در ۲۴ مه ۲۰۲۱ سوگند یاد کرد.